# Morgen Studios
Morgen Studios GmbH war ein deutsches Entwicklerstudio für digitale Unterhaltungsmedien mit Sitz in Berlin und Potsdam-Babelsberg. Das Unternehmen entstand um das Jahr 2000 aus der Firma BVM – Berliner Visionen Medien GmbH und spezialisierte sich auf lizenzierte Kindersoftware, insbesondere mit der Marke Playmobil.

## Geschichte
Morgen Studios entwickelte sich aus der Firma BVM, die seit Anfang der 2000er-Jahre digitale Lern- und Unterhaltungsspiele für Kinder produzierte. Im Laufe der Jahre arbeitete das Unternehmen mit verschiedenen Partnern, darunter Super RTL, Studio 100, Geobra Brandstätter (Playmobil) und Ravensburger.
Das Studio war als lizenzierter Nintendo-Entwickler tätig und beschäftigte zuletzt rund 60 Mitarbeitende. Neben traditionellen PC- und Konsolenspielen produzierte es auch Mobile-Games und Webinhalte.
Ab etwa 2012 wurde an einem ambitionierten Onlineprojekt namens Playmobil World MMO gearbeitet. Dieses wurde jedoch nie veröffentlicht. Seit ca. 2022 gibt es keine Hinweise mehr auf eine aktive Geschäftstätigkeit.

## Standorte
- Berlin, Riehlstraße 19
- Potsdam-Babelsberg (Studio Babelsberg / Medienstadt)

## Spiele (Auswahl)

### PC/Mac
- Gefangen in der Drachenfestung: Laura und Alex bei den Rittern (2004)
- Die große Schatzsuche: Laura und Alex bei den Piraten (2005)

### Nintendo DS / Wii
- Playmobil Piraten – Volle Breitseite! (DS, 2008)
- Playmobil Ritter – Helden in Rüstung (DS, 2009)
- Playmobil Circus (Wii, 2009)
- Playmobil Knights (DS, 2010)
- Playmobil Top Agents (DS, 2010)
- Bibi & Tina: Das große Reiterfest (Wii, 2011)
- Bibi & Tina: Jump & Ride (DS, 2011)
- Bibi & Tina: Das große Unwetter (DS, 2010)
- Bibi Blocksberg: Der magische Hexenkreis (GBA, 2005)
- Bibi Blocksberg: Im Bann der Hexenkugel (GBC, 2001)
- Die Wilden Fußball Kerle: Gefahr im Wilde Kerle Land (GBA, 2007)
- Die Wilden Fußball Kerle: Entscheidung im Teufelstopf (GBA, 2006)
- Logic Cubes (DS, 2010)

### Mobile/Web
- Playmobil: Pirates (iOS/Android, 2012)
- Weitere Mobile-Titel wie Kaboom! (2015)

### Unveröffentlicht
- Playmobil World MMO – ein geplantes browserbasiertes Online-Spiel ab 2012, das nie erschienen ist.

## Status
- Die offizielle Website (morgen-studios.com) ist nicht mehr erreichbar.
- Keine neue Aktivität auf Social Media oder in Fachmedien seit etwa 2021.
- Das Studio gilt daher als inaktiv oder aufgelöst, ohne offizielle Bekanntgabe.